# Wilderather Mühle
Die Wilderather Mühle war eine Wassermühle mit einem unterschlächtigen Wasserrad am Oberlauf der Niers im Mönchengladbacher Stadtteil Wanlo im Regierungsbezirk Düsseldorf.

## Geographie
Die Wilderather Mühle hatte ihren Standort auf der linken Seite der Niers an der Kuckumer Straße 15, im Mönchengladbacher Stadtteil Wanlo. Sie war die erste Mühle an der Niers, nur knapp 2 km von den Quellen entfernt. Unterhalb hatte die Schwalmer Mühle ihren Standort. Das Gelände, auf dem das Mühlengebäude steht, hat eine Höhe von ca. 71 m über NN.

## Gewässer
Die Niers (GEWKZ) 286 in ihrem alten Flussbett versorgte bis zur Flussbegradigung nach 1927 über Jahrhunderte zahlreiche Mühlen mit Wasser. Die Quelle der Niers ist in Kuckum, einem Ortsteil der Stadt Erkelenz. Bis zur Mündung in die Maas bei Gennep (Niederlande) hat die Niers eine Gesamtlänge von 117,668 km und ein Gesamteinzugsgebiet von 1.380,630 km2. Die Quelle liegt bei 73 m ü. NN, die Mündung bei 9 m ü. NN. Die Pflege und Unterhaltung des Gewässers obliegt dem Niersverband.

## Geschichte
Die erste urkundliche Erwähnung der Wilderather Mühle ist aus dem Jahre 1121 bekannt. Zu diesem Zeitpunkt gehörte die Mühle dem Grafen Theoderich von Are, der aus den Einkünften der Mühle Stiftungen an die Abtei Klosterath abführte. Ab dem 13. Jahrhundert gehörte die Mühle den Grafen von Jülich. Als Erbpächter erscheinen die Familien v. Dyck, v. Wildenrath, v. Leerodt und v. Maillot. Um 1670 wurde die Mühle als Bannmühle betrieben. Die Wilderather Mühle war eine Öl- und Mahlmühle und wurde über ein unterschlächtiges Wasserrad angetrieben. Um 1854 pachtete der Müller Conrad Wirtz aus Wanlo die Mühle, die er später auch kaufte. 1862 errichtete er das heute noch stehende Mühlengebäude aus Backstein. Vermutlich durch nachlassendes Antriebswasser wurde die Mühle bereits um 1865 geschlossen.

## Galerie

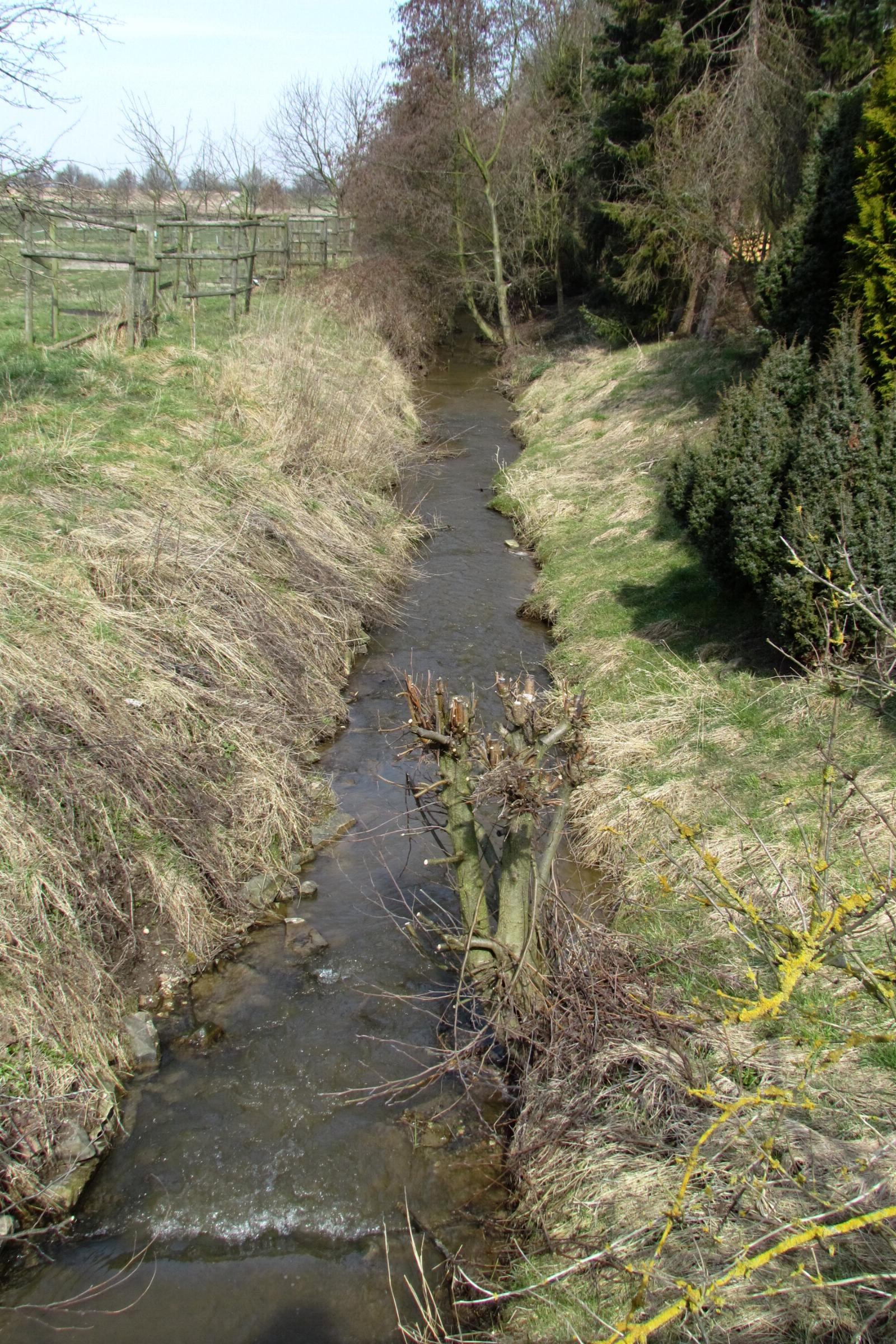
Die heutige Niers an der Wilderather Mühle
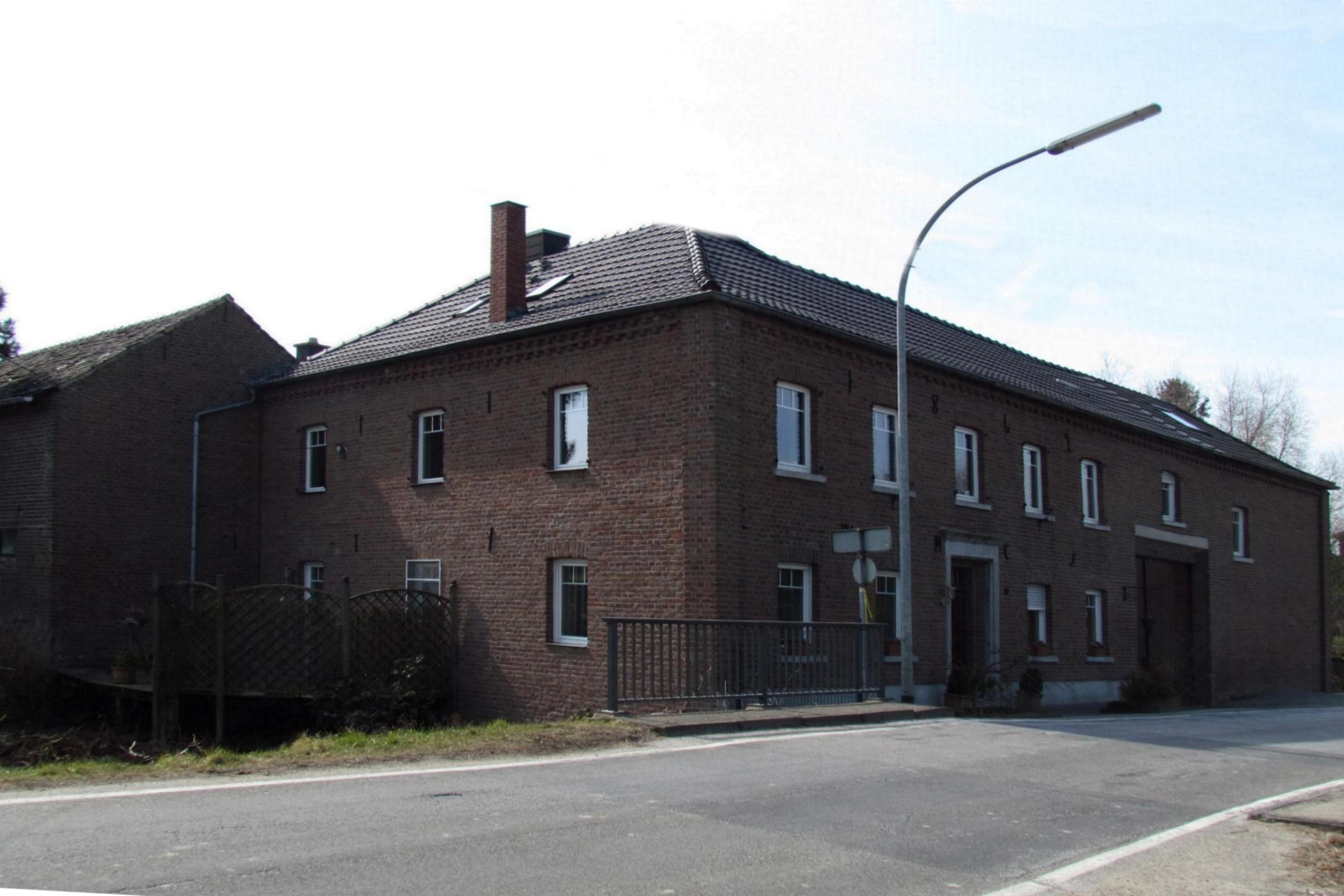
Das Backsteingebäude aus dem Jahre 1862
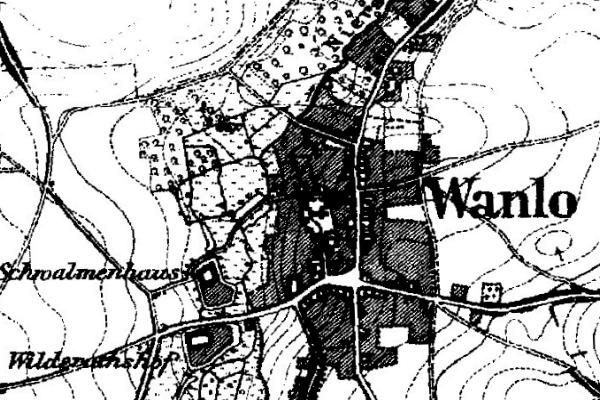
Die Wilderather Mühle auf der Karte Neuaufnahme von 1912
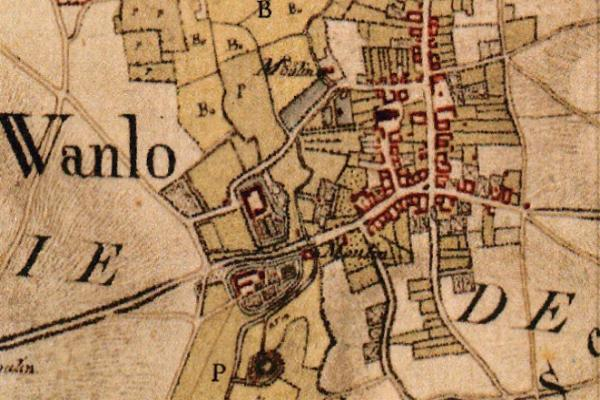
Die Wilderather Mühle auf der Tranchotkarte 1803–1820